# Uromacer oxyrhynchus
Espèce
Uromacer oxyrhynchus  est une espèce de serpents de la famille des Dipsadidae.

## Répartition
Cette espèce est endémique d'Hispaniola. Elle se rencontre :
- à Haïti dont l'île de la Tortue ;
- en République dominicaine dont l'île Saona et l'île Catalina.

## Publication originale
- Duméril, Bibron & Duméril, 1854 : Erpétologie générale ou histoire naturelle complète des reptiles. Tome septième. Première partie, p. 1-780 (texte intégral).